# Ủy ban Thương mại, Khoa học và Vận tải Thượng viện Hoa Kỳ

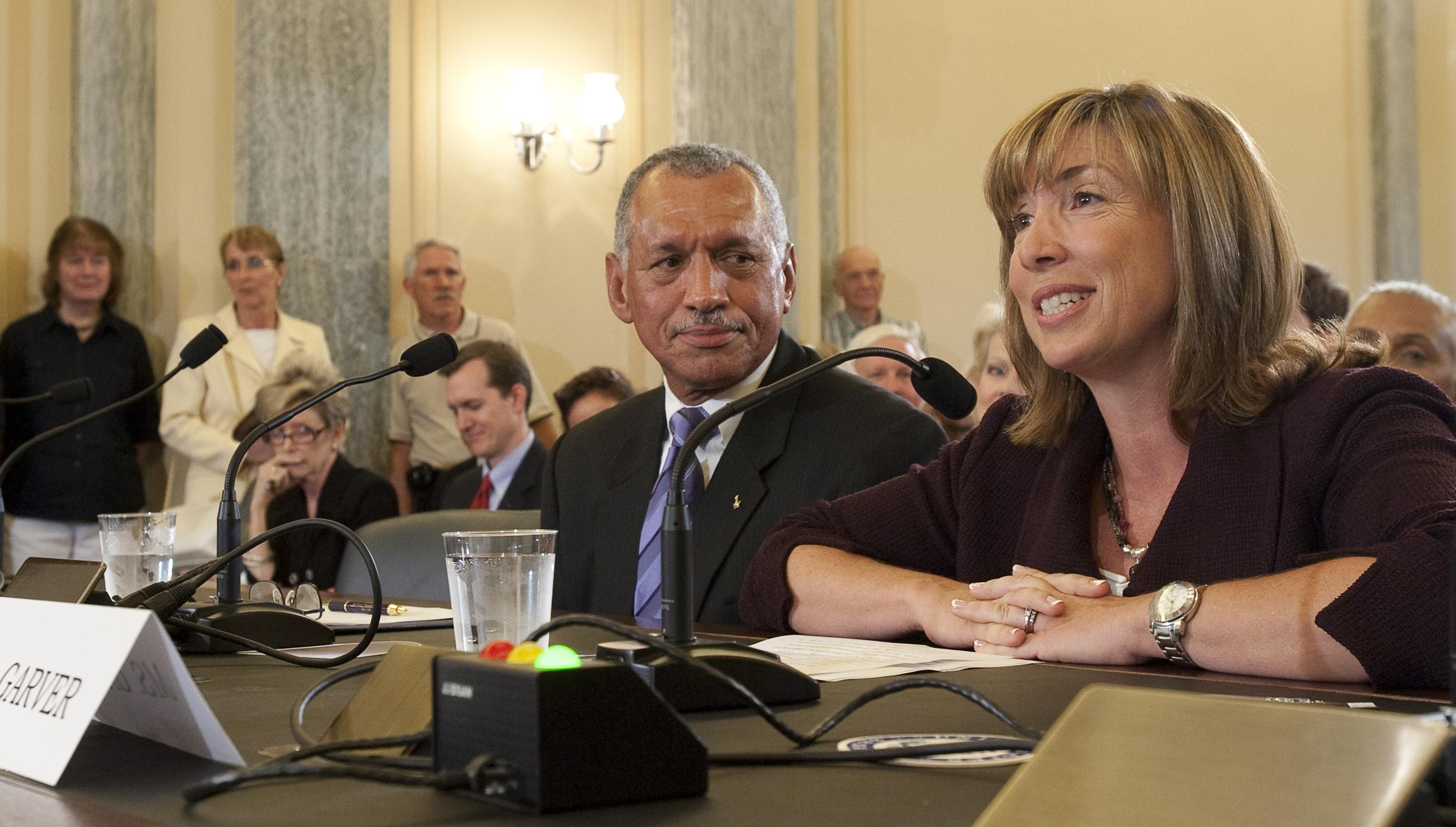
Charles Bolden, người được đề cử cho vị trí Quản trị viên của NASA, ở giữa và Lori Garver, bên phải, người được đề cử cho vị trí Phó Quản trị viên của NASA, điều trần trước Ủy ban vào năm 2009.

Ủy ban Thương mại, Khoa học và Vận tải Thượng viện Hoa Kỳ (tiếng Anh: United States Senate Committee on Commerce, Science, and Transportation) là một ủy ban thường trực của Thượng viện Hoa Kỳ. Bên cạnh quyền tài phán rộng rãi đối với tất cả các vấn đề liên quan đến thương mại giữa các tiểu bang, chính sách khoa học, công nghệ và giao thông vận tải, Ủy ban Thương mại Thượng viện là một trong những ủy ban lớn nhất trong số các ủy ban thường trực của Thượng viện, với 26 thành viên trong Quốc hội khóa 117. Ủy ban Thương mại có sáu tiểu ban. Nó có Chủ tịch là Thượng nghị sĩ Maria Cantwell (D-WA) và Thành viên Xếp hạng là Thượng nghị sĩ Roger Wicker (R-MS). Phòng họp cho phe đa số được đặt tại Tòa nhà Văn phòng Thượng viện Dirksen, và phòng họp cho phe thiểu số được đặt tại Tòa nhà Văn phòng Thượng viện Hart.

## Thành viên của ủy ban trongQuốc hội khóa 117
| Đa số | Thiểu số |
| --- | --- |
| - Maria Cantwell, Washington, Chủ tịch - Amy Klobuchar, Minnesota - Richard Blumenthal, Connecticut - Brian Schatz, Hawaii - Ed Markey, Massachusetts - Gary Peters, Michigan - Tammy Baldwin, Wisconsin - Tammy Duckworth, Illinois - Jon Tester, Montana - Kyrsten Sinema, Arizona - Jacky Rosen, Nevada - Ben Ray Luján, New Mexico - John Hickenlooper, Colorado - Raphael Warnock, Georgia | - Roger Wicker, Mississippi, Thành viên Xếp hạng - John Thune, South Dakota - Roy Blunt, Missouri - Ted Cruz, Texas - Deb Fischer, Nebraska - Jerry Moran, Kansas - Dan Sullivan, Alaska - Mike Lee, Utah - Ron Johnson, Wisconsin - Shelley Moore Capito, West Virginia - Todd Young, Indiana - Rick Scott, Florida - Marsha Blackburn, Tennessee - Cynthia Lummis, Wyoming |

## Chủ tịch Ủy ban

### Ủy ban Thương mại và Sản xuất, 1816–1825
| Chủ tịch | Chủ tịch         | Đảng                                       | Tiểu bang    | Nhiệm kỳ  |
| -------- | ---------------- | ------------------------------------------ | ------------ | --------- |
|          | William Hunter   | Liên bang                                  | Rhode Island | 1816–1817 |
|          | Nathan Sanford   | Dân chủ Cộng hòa                           | New York     | 1817–1820 |
|          | Mahlon Dickerson | Dân chủ Cộng hòa/Dân chủ Cộng hòa Crawford | New Jersey   | 1820–1825 |

### Ủy ban Thương mại, 1825–1947
| Chủ tịch | Chủ tịch             | Đảng               | Tiểu bang      | Nhiệm kỳ  |
| -------- | -------------------- | ------------------ | -------------- | --------- |
|          | James Lloyd          | Cộng hòa Quốc gia  | Massachusetts  | 1825-1826 |
|          | Josiah Johnston      | Cộng hòa Quốc gia  | Louisiana      | 1826-1827 |
|          | Levi Woodbury        | Jacksonian         | New Hampshire  | 1827-1831 |
|          | John Forsyth         | Jacksonian         | Georgia        | 1831-1832 |
|          | William R. King      | Jacksonian         | Alabama        | 1832-1833 |
|          | Nathaniel Silsbee    | Cộng hòa Quốc gia  | Massachusetts  | 1833-1835 |
|          | John Davis           | Cộng hòa Quốc gia  | Massachusetts  | 1835-1836 |
|          | William R. King      | Jacksonian/Dân chủ | Alabama        | 1836-1841 |
|          | Jabez Huntington     | Whig               | Connecticut    | 1841-1845 |
|          | William Haywood      | Dân chủ            | North Carolina | 1845-1846 |
|          | John Dix             | Dân chủ            | New York       | 1846-1849 |
|          | Hannibal Hamlin      | Dân chủ            | Maine          | 1849-1856 |
|          | Henry Dodge          | Dân chủ            | Wisconsin      | 1856-1857 |
|          | Clement Clay         | Dân chủ            | Alabama        | 1857-1861 |
|          | William Bigler       | Dân chủ            | Pennsylvania   | 1861      |
|          | Zachariah Chandler   | Cộng hòa           | Michigan       | 1861-1875 |
|          | Roscoe Conkling      | Cộng hòa           | New York       | 1875-1879 |
|          | John B. Gordon       | Dân chủ            | Georgia        | 1879-1880 |
|          | Matt Ransom          | Dân chủ            | North Carolina | 1880-1881 |
|          | Roscoe Conkling      | Cộng hòa           | New York       | 1881      |
|          | Samuel J.R. McMillan | Cộng hòa           | Minnesota      | 1881-1887 |
|          | William Frye         | Cộng hòa           | Maine          | 1887-1893 |
|          | Matt Ransom          | Dân chủ            | North Carolina | 1893-1895 |
|          | William P. Frye      | Cộng hòa           | Maine          | 1895-1911 |
|          | Knute Nelson         | Cộng hòa           | Minnesota      | 1911-1913 |
|          | James P. Clarke      | Dân chủ            | Arkansas       | 1913-1916 |
|          | Duncan U. Fletcher   | Dân chủ            | Florida        | 1916-1919 |
|          | Wesley L. Jones      | Cộng hòa           | Washington     | 1919-1930 |
|          | Hiram W. Johnson     | Cộng hòa           | California     | 1930-1933 |
|          | Hubert D. Stephens   | Dân chủ            | Mississippi    | 1933-1935 |
|          | Royal S. Copeland    | Dân chủ            | New York       | 1935-1939 |
|          | Josiah W. Bailey     | Dân chủ            | North Carolina | 1939-1946 |

### Ủy ban về Thương mại Nội địa và Ngoại địa, 1947–1961
| Chủ tịch | Chủ tịch              | Đảng     | Tiểu bang     | Nhiệm kỳ  |
| -------- | --------------------- | -------- | ------------- | --------- |
|          | Wallace H. White, Jr. | Cộng hòa | Maine         | 1947-1949 |
|          | Edwin C. Johnson      | Dân chủ  | Colorado      | 1949-1953 |
|          | Charles W. Tobey      | Cộng hòa | New Hampshire | Năm 1953  |
|          | John W. Bricker       | Cộng hòa | Ohio          | 1953-1955 |
|          | Warren Magnuson       | Dân chủ  | Washington    | 1955-1961 |

### Ủy ban Khoa học Hàng không và Vũ trụ, 1958-1977
| Chủ tịch | Chủ tịch            | Đảng    | Tiểu bang  | Nhiệm kỳ  |
| -------- | ------------------- | ------- | ---------- | --------- |
|          | Lyndon B. Johnson   | Dân chủ | Texas      | 1958-1961 |
|          | Robert S. Kerr      | Dân chủ | Oklahoma   | 1961-1963 |
|          | Clinton P. Anderson | Dân chủ | New Mexico | 1963-1973 |
|          | Frank E. Moss       | Dân chủ | Utah       | 1973-1977 |
|          | Wendell H. Ford     | Dân chủ | Kentucky   | 1977      |

### Ủy ban Thương mại, 1961–1977
| Chủ tịch | Chủ tịch        | Đảng    | Tiểu bang  | Nhiệm kỳ  |
| -------- | --------------- | ------- | ---------- | --------- |
|          | Warren Magnuson | Dân chủ | Washington | 1961-1977 |

### Ủy ban Thương mại, Khoa học và Vận tải, 1977 – nay
| Chủ tịch | Chủ tịch               | Đảng     | Tiểu bang      | Nhiệm kỳ  |
| -------- | ---------------------- | -------- | -------------- | --------- |
|          | Warren Magnuson        | Dân chủ  | Washington     | 1977–1978 |
|          | Howard Cannon          | Dân chủ  | Nevada         | 1978–1981 |
|          | Bob Packwood           | Cộng hòa | Oregon         | 1981–1985 |
|          | John C. Danforth       | Cộng hòa | Missouri       | 1985–1987 |
|          | Ernest F. Hollings     | Dân chủ  | South Carolina | 1987–1995 |
|          | Larry Pressler         | Cộng hòa | Nam Dakota     | 1995–1997 |
|          | John McCain            | Cộng hòa | Arizona        | 1997–2001 |
|          | Ernest F. Hollings     | Dân chủ  | South Carolina | 2001      |
|          | John McCain            | Cộng hòa | Arizona        | 2001      |
|          | Ernest F. Hollings     | Dân chủ  | South Carolina | 2001–2003 |
|          | John McCain            | Cộng hòa | Arizona        | 2003–2005 |
|          | Ted Stevens            | Cộng hòa | Alaska         | 2005–2007 |
|          | Daniel Inouye          | Dân chủ  | Hawaii         | 2007–2009 |
|          | John D. Rockefeller IV | Dân chủ  | West Virginia  | 2009–2015 |
|          | John Thune             | Cộng hòa | South Dakota   | 2015–2019 |
|          | Roger Wicker           | Cộng hòa | Mississippi    | 2019–2021 |
|          | Maria Cantwell         | Dân chủ  | Washington     | 2021–nay  |

Ghi chú:
1. ↑  Vào đầu Quốc hội khóa 107, tháng 1 năm 2001, Thượng viện bị chia đều. Với việc Tổng thống Bill Clinton và Phó Tổng thống Al Gore của đảng Dân chủ vẫn còn phục vụ cho đến ngày 20 tháng 1, Phó Tổng thống Gore có quyền bỏ phiếu phá vỡ thế hoà và do đó đảng Dân chủ kiểm soát Thượng viện trong 17 ngày, từ ngày 3 tháng 1 đến ngày 20 tháng 1. Vào ngày 3 tháng 1, Thượng viện đã thông qua S. Res. 7 chỉ định các thượng nghị sĩ Đảng Dân chủ làm chủ tịch ủy ban phục vụ trong thời kỳ này và các chủ tịch đảng Cộng hòa sẽ phục vụ có hiệu lực vào trưa ngày 20 tháng 1 năm 2001.
2. ↑  Vào ngày 6 tháng 6 năm 2001, Đảng Dân chủ nắm quyền kiểm soát Thượng viện sau khi Thượng nghị sĩ James Jeffords (VT) chuyển từ Đảng Cộng hòa sang Độc lập và tuyên bố rằng ông sẽ họp kín với Đảng Dân chủ.